# Derovatellus olofi
Derovatellus olofi là một loài bọ cánh cứng trong họ Bọ nước. Loài này được Franciscolo & Sanfilippo miêu tả khoa học năm 1991.